# Tryteizm
Tryteizm (gr. treis − trzy, theós − bóg) − pogląd, według którego w Bogu istnieją nie tylko trzy hipostazy (osoby), ale też trzy boskie natury, trzy istoty – innymi słowy: trzej bogowie. Według tego poglądu nie istnieje więc jeden Bóg, lecz trzej bogowie: Ojciec, Syn i Duch Święty. Tryteizm jest w rzeczy samej politeizmem, wiarą w istnienie wielu bogów. Pogląd ten przeczy istnieniu Trójcy. Niektórzy przeciwnicy dogmatu Trójcy zarzucają trynitarianom wiarę w trzech bogów, walcząc z tryteizmem a nie z koncepcją Trójcy. Tryteizm reprezentuje współcześnie m.in. Kościół Jezusa Chrystusa Świętych w Dniach Ostatnich.